# Municipio Belén de Andamarca
Das Municipio Belén de Andamarca ist ein Verwaltungsbezirk im Departamento Oruro im Hochland des südamerikanischen Anden-Staates Bolivien.

## Lage im Nahraum
Das Municipio Belén de Andamarca ist eines von zwei Municipios in der Provinz Sud Carangas. Es grenzt im Norden an die Provinz Carangas, im Westen an die Provinz Litoral, im Südwesten an die Provinz Sabaya, im Süden an die Provinz Ladislao Cabrera und im Osten an das Municipio Andamarca.
Der zentrale Ort des Municipios ist die Ortschaft Belén de Andamarca mit 639 Einwohnern (Volkszählung 2012) im nordöstlichen Teil des Municipios.

## Geographie
Das Municipio Belén de Andamarca liegt am östlichen Rand des bolivianischen Altiplano und westlich der Anden-Gebirgskette der Cordillera Central. Die Region ist geprägt durch ein ausgesprochenes Tageszeitenklima, bei dem die Temperaturen zwischen Tag und Nacht stärker schwanken als im durchschnittlichen Jahresverlauf.
Die mittlere Durchschnittstemperatur der Region liegt bei 7,4 °C (siehe Klimadiagramm Corque), die Monatsdurchschnittstemperaturen schwanken zwischen 3 °C von im Juni/Juli und 10 °C von November bis März. Der Jahresniederschlag beträgt nur knapp 300 mm; von April bis Oktober herrscht eine ausgeprägte Trockenzeit mit Monatsniederschlägen von weniger als 10 mm, nur von Dezember bis März fallen Monatsniederschläge von 40 bis 75 mm.

## Bevölkerung
Die Einwohnerzahl des Municipios Belén de Andamarca ist zwischen 1992 und 2024 auf fast das Dreifache angestiegen:
| Jahr | Einwohner | Quelle       |
| ---- | --------- | ------------ |
| 1992 | 1023      | Volkszählung |
| 2001 | 1548      | Volkszählung |
| 2012 | 2016      | Volkszählung |
| 2024 | 2996      | Volkszählung |

Die Bevölkerungsdichte des Municipios bei der letzten Volkszählung von 2024 betrug 2,8 Einwohner/km², der Anteil der städtischen Bevölkerung war 0 Prozent, die Lebenserwartung der Neugeborenen im Jahr 2001 lag bei 61,6 Jahren.
Der Alphabetisierungsgrad bei den über 19-Jährigen beträgt 82 Prozent, und zwar 96 Prozent bei Männern und 68 Prozent bei Frauen (2001).

## Politik
Ergebnis der Regionalwahlen (concejales del municipio) vom 4. April 2010:
| Wahlberechtigte |  | Stimmen | gültig |  | MAS-IPSP |
| --------------- |  | ------- | ------ |  | -------- |
| 977             |  | 896     | 546    |  | 546      |
|                 |  | 91,7 %  | 60,9 % |  | 100,0 %  |

Ergebnis der Regionalwahlen (elecciones de autoridades políticas) vom 7. März 2021:
| Wahl- berechtigte |  | Wahl- beteiligung | gültige Stimmen |  | MAS-IPSP | MTS    | PP     | BST    | UN SOL PARA ORURO | C-A    |
| ----------------- |  | ----------------- | --------------- |  | -------- | ------ | ------ | ------ | ----------------- | ------ |
| 955               |  | 841               | 751             |  | 533      | 74     | 71     | 20     | 19                | 12     |
|                   |  | 88,06 %           | 89,30 %         |  | 70,97 %  | 9,85 % | 9,45 % | 2,66 % | 2,53 %            | 1,60 % |

## Gliederung
Das Municipio untergliedert sich in die folgenden drei Kantone (cantones):
- 04-1202-01 Kanton Belén de Andamarca – 13 Ortschaften – 748 Einwohner
- 04-1202-02 Kanton Cruz de Huayllamarca – 12 Ortschaften – 484 Einwohner
- 04-1202-03 Kanton Real Machacamarca – 17 Ortschaften – 784 Einwohner

## Ortschaften im Municipio Belén de Andamarca
- Kanton Belén de Andamarca
  - Belén de Andamarca 639 Einw.

- Kanton Cruz de Huayllamarca
  - Cruz de Huayllamarca 388 Einw.

- Kanton Real Machacamarca
  - Real Machacamarca 315 Einw.